# 신일중학교 (경기)
신일중학교는 대한민국 경기도 고양시 일산서구 일산동에 있는 공립 중학교이다.

## 학교 연혁
- 1993년 2월 18일 : 신일중학교 설립인가 (30학급)
- 1994년 4월 15일 : 초대 교장 전필식 취임
- 1994년 6월 5일 : 신일중학교 개교 (4학급)
- 2005년 2월 2일 : 학급편성 50학급 (특수반 1학급)
- 2017년 10월 13일 : 신일스포츠센터 개관
- 2018년 5월 23일 : 스마일창조관, 실내체육실 개관
- 2019년 3월 4일 : 신입생 310명 입학
- 2021년 1월 14일 : 제27회 289명 졸업
- 2021년 3월 1일 : 제10대 신창근 교장 취임

## 참고 자료
- 신일중학교 - 한국교육학술정보원 학교알리미